# Hub (miasto)
Hub (urdu ‏حب‎) – miasto w Pakistanie, w prowincji Beludżystan. W 2017 roku liczyło 177 823 mieszkańców.